# Lemberger Land

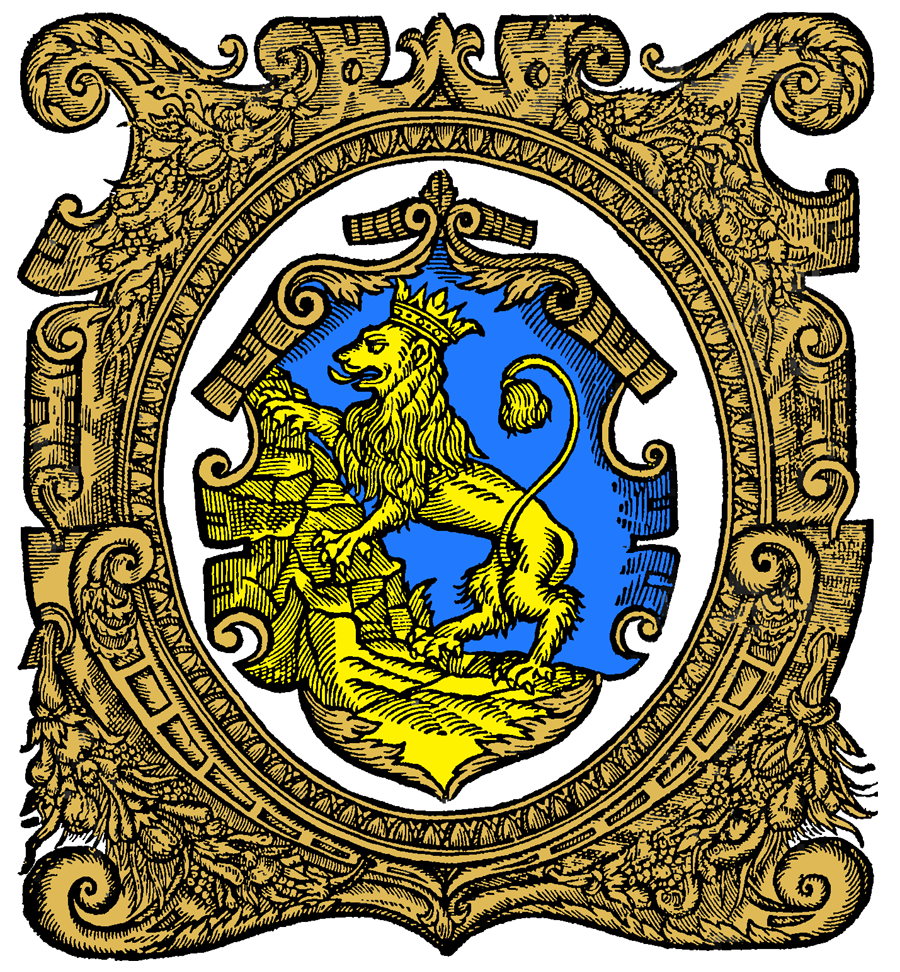
Wappen 1578

Fahne des Lemberger Landes in der Schlacht von Tannenberg 1410

Das Lemberger Land (polnisch Ziemia lwowska, lateinisch Terra Leopoliensis, ukrainisch Львівська земля) war eine Verwaltungseinheit der polnisch-litauischen Adelsrepublik in der Woiwodschaft Ruthenien von 1434 bis 1772.
Hauptstadt war Lwów (ukrainisch Lwiw, deutsch Lemberg).
Das Lemberger Land umfasste die Powiat (Kreise)
- Powiat Lwów (powiat lwowski), Hauptort Lwów
- Powiat Żydaczów (powiat żydaczowski), Hauptort Żydaczów

Es grenzte im Westen an das Przemyśler Land, im Norden an die Woiwodschaft Bełz, im Nordosten an die Woiwodschaft Wolhynien und im Südosten an das Halitscher Land.
1676 befanden sich im Lemberger Land 42 Städtchen und 618 Dörfer, im Powiat Żydaczów 9 Städtchen und 170 Dörfer.
Staroste waren
- Zbigniew Tęczyński
- Mikołaj Hieronim Sieniawski
- Adam Mikołaj Sieniawski
- Karol Stanisław Radziwiłł